# Biophida bicoloripes
Biophida bicoloripes es una especie de coleóptero de la familia Scraptiidae.

## Distribución geográfica
Habita en Etiopía.